# Marc Brodiez
Marc Brodiez, né le 7 décembre 1985, est un céiste français pratiquant la descente. Il est aussi un artiste peintre,.

## Palmarès

### Championnats du monde
- Championnats du monde de descente 2008
  -  Médaille d'or en C1 sprint par équipe.
- Championnats du monde de descente 2010
  -  Médaille d'or en C1 sprint par équipe.

### Championnats d'Europe
- Championnats d'Europe de descente 2007
  -  Médaille de bronze en C1 sprint par équipe.
- Championnats d'Europe de descente 2009
  -  Médaille d'or en C1 sprint par équipe.
  -  Médaille d'argent en C1 classique par équipe.
  -  Médaille d'argent en C1 classique.
- Championnats d'Europe de descente 2011
  -  Médaille d'argent en C1 classique par équipe.
  -  Médaille d'argent en C1 sprint par équipe.
  -  Médaille d'argent en C2 classique par équipe.